# Taková láska
Taková láska (v originále Deux) je francouzsko-belgicko-lucemburské komediální drama z roku 2019, které režíroval Filippo Meneghetti. Snímek měl světovou premiéru na mezinárodním filmovém festivalu v Torontu dne 7. září 2019.

## Děj
Dvě sedmdesátnice, Madeleine a Nina, jsou sousedky na stejném poschodí. Ale také jsou už mnoho let zamilované a svůj vztah před okolím tají. Zvažují prodej svých bytů a přestěhování do Říma, což ale Madeleine své rodině nemůže sdělit.
Když Madeleine po mrtvici ztratí částečně samostatnost, její starostlivá dcera Anna se o ni stará spolu s pomocnicí v domácnosti. Jak si teď dokáže Nina prosadit své místo?

## Obsazení
| Barbara Sukowa     | Nina Dorn                      |
| Martine Chevallier | Madeleine Girard               |
| Léa Drucker        | Anne, dcera Madeleine          |
| Jérôme Varanfrain  | Frédéric, syn Madeleine        |
| Muriel Bénazéraf   | Muriel, pomocnice v domácnosti |
| Daniel Trubert     | André                          |
| Hervé Sogne        | pan Bremmond, realitní makléř  |
| Eugénie Anselin    | Christiane                     |
| Stéphane Robles    | Nico                           |

## Ocenění
- Festival Premiers Plans v Angers: Velká cena poroty
- Lumières: nejlepší herečka (Martine Chevallier a Barbara Sukowa), nejlepší filmový debut (Filippo Meneghetti), nominace v kategoriích nejlepší film, nejlepší režie (Filippo Meneghetti), nejlepší scénář (Filippo Meneghetti a Malysone Bovorasmy), nejlepší kamera (Aurélien Marra)
- César: nejlepší filmový debut (Filippo Meneghetti), nominace v kategoriích nejlepší herečka (Martine Chevallier a Barbara Sukowa), nejlepší původní scénář (Filippo Meneghetti a Malysone Bovorasmy)
- Zlaté glóby: nominace na nejlepší zahraniční film
- Critics' Choice Movie Awards: nominace na nejlepší cizojazyčný film